# Bernard-Henri Lévy
Bernard-Henri Lévy (ur. 5 listopada 1948 w Béni-Saf w Algierii) – francuski filozof, pisarz i scenarzysta filmowy pochodzenia żydowskiego.

## Życiorys
Wkrótce po narodzinach Bernarda-Henriego jego rodzina emigrowała z Algierii przez Maroko do Francji. Ojciec Bernarda w czasie II wojny światowej walczył we francuskim ruchu oporu. Po wojnie założył firmę Becob i stał się jednym z najbogatszych Francuzów. Jako młody absolwent ekskluzywnej École Normale Supérieure, w której studiował filozofię u Jacques'a Derridy i Louisa Althussera, Bernard-Henri Lévy w 1971 opuścił na dwa lata Francję, by relacjonować, dla należącego do Alberta Camusa pisma Combat, konflikt w Bangladeszu. W efekcie pobytu w Bangladeszu powstała jego debiutancka książka (Bangla-Desh, Nationalisme dans la revolution 1973). Publikacją, która uczyniła go równie sławnym co kontrowersyjnym, jest Barbarzyństwo o ludzkiej twarzy (1977), w której opisuje związek starej francuskiej lewicy ze stalinizmem i leninizmem. W 1978 publikował Le Testament de Dieu. W wydanej w 1981 Ideologii francuskiej postawił tezę o francuskich korzeniach faszyzmu i traktował o stałej obecności tego elementu w Republice.
W latach siedemdziesiątych, wraz z André Glucksmannem i innymi młodymi filozofami, Lévy utworzył ruch jednoczący się wokół nazwy Nouvelle Philosophie (Nowa Filozofia), który w zamyśle miał stanowić alternatywę wobec filozofów akademickich, którzy sprawiali wrażenie zamykających się w wieżach z kości słoniowej, niedostępnych dla większości ludzi i ignorujących ich problemy. Stał się tzw. filozofem medialnym, zyskując znaczną popularność wśród publiczności. Jednocześnie narastały kontrowersje ze strony innych filozofów wobec jakości tez stawianych przez Lévy'ego oraz uczciwości metod jakimi operuje. Zarzucano mu niedokładność badań w terenie oraz wymyślanie elementów własnej biografii. Raymond Aron miał stwierdzić, że Lévy jest „stracony dla prawdy”. Jego częsta obecność w mediach oraz w prasie popularnej (jego żoną jest Arielle Dombasle, znana aktorka francuska) ściągnęła liczne krytyki, w tym Pierre'a Bourdieu i Pierre'a Vidal-Naqueta. Ma dwoje dzieci (Justine i Antonin-Balthazar). Przez 20 lat Bernard-Henri Lévy był przewodniczącym rady nadzorczej francusko-niemieckiej stacji telewizyjnej ARTE. Redagował pismo Le Règle du Jeu.
W 2013 otrzymał honorowe obywatelstwo Sarajewa.

## Odznaczenia
- Order „Za zasługi” III klasy (Ukraina, 2023)[5]